# Universidad de Constantina
La Universidad Menturi de Constantina (en árabe جامعة منتوري قسنطينة y en francés Université Mentouri de Constantine) es una universidad argelina.

## Ubicación
La universidad se encuentra en la ciudad de Constantina, capital cultural del este argelino, en el  vilayato de Constantina. 
Está situada en la carretera que une la ciudad con el aeropuerto y se extiende a lo largo de 544 660 m². 

## Arquitectura
Uno de los edificios más emblemáticos del complejo universitario es el edificio principal proyectado por el ilustre arquitecto Oscar Niemeyer durante su periodo de exilio forzado en Argelia a causa del golpe militar en Brasil. 